# Unité urbaine de Loudun
L'unité urbaine de Loudun est une unité urbaine française constituée par Loudun, ville du nord-ouest de la Vienne au troisième rang départemental.

## Données globales
En 2010, selon l'INSEE, l'unité urbaine de Loudun a le statut de ville isolée appartenant à l'arrondissement de Châtellerault dans le nord-ouest du département de la Vienne.
En 2022, avec 6 791 habitants, elle constitue la 4e unité urbaine de la Vienne se classant loin derrière les unités urbaines de Poitiers (1er rang départemental et préfecture du département) et de Châtellerault (2e rang départemental) et légèrement derrière l'unité urbaine de Chauvigny (3e rang départemental). Mais elle devance les unités urbaines de Ligugé (5e rang départemental) et de Montmorillon (6e rang départemental) où ces deux dernières ont également plus de 5 500 habitants.
En Poitou-Charentes où elle se situe, elle occupe le 21e rang régional et figure sur la liste des 37 unités urbaines de plus de 5 000 habitants de l'ex-région en 2022.
En 2022, sa densité de population qui s'élève à 155 hab/km2 est 2,5 fois plus élevée que celle de la Vienne.
L'unité urbaine de Loudun constitue le pôle urbain de l'aire urbaine de Loudun.

## Délimitation de l'unité urbaine de 2010
Unité urbaine de Loudun dans la délimitation de 2010 et population municipale de 2022
| Nom    | Code Insee | Département | Statut       | Superficie (km2) | Population (dernière pop. légale) | Densité (hab./km2) | Modifier                                    |
| ------ | ---------- | ----------- | ------------ | ---------------- | --------------------------------- | ------------------ | ------------------------------------------- |
| Loudun | 86137      | Vienne      | ville-isolée | 43,77            | 6 791 (2022)                      | 155                | modifier les données · modifier les données |

## Évolution démographique
| 1968  | 1975  | 1982  | 1990  | 1999  | 2009  | 2017  | 2022  |
| ----- | ----- | ----- | ----- | ----- | ----- | ----- | ----- |
| 7 094 | 8 035 | 8 120 | 7 854 | 7 707 | 7 089 | 6 747 | 6 791 |

Histogramme

(élaboration graphique par Wikipédia)

## Sources et références
1. ↑  Unité urbaine de Loudun selon le zonage de 2010
2. ↑  Aire urbaine de Loudun et population de 2009